# Achter-Thesinge
Achter-Thesinge is een gehucht in de gemeente Groningen in de provincie Groningen in Nederland. De naam is een verwijzing naar de ligging achteraf.

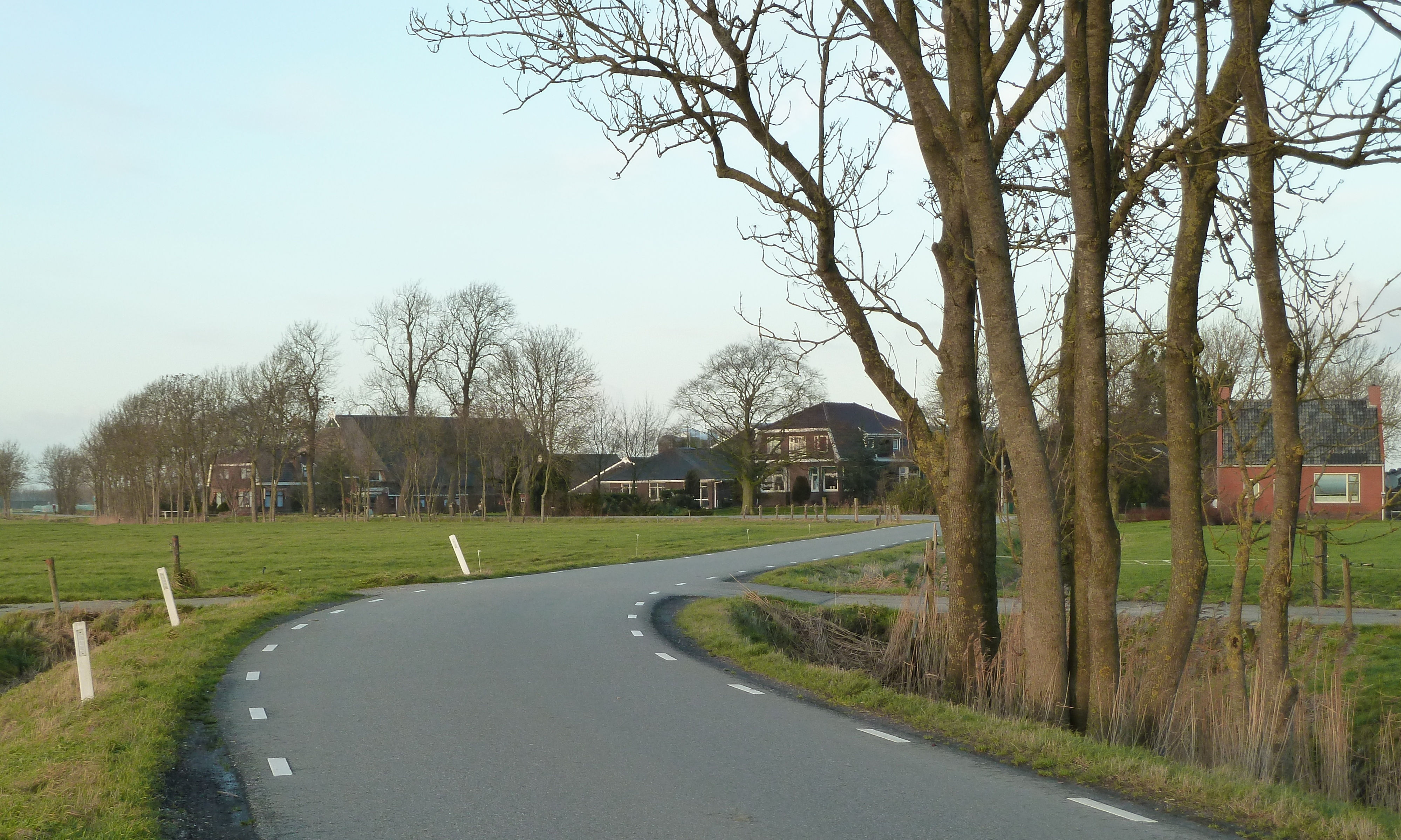
Achter-Thesinge vanuit de richting van Thesinge

Het plaatsje, dat uit enkele boerderijen en bijbehorende arbeidershuisjes bestaat, is gelegen ten noorden van het kerkdorp Thesinge aan de weg naar Lutjewolde en Bedum. Van 1798 tot 2019 behoorde het tot de toenmalige gemeente Ten Boer.
Ten oosten ervan ligt de Thesingerlaan, een oude weg (nu deels fietspad) die ooit de verbinding vormde tussen Thesinge en Ten Boer. Deze laan loopt door de Thesingerpolder, dat tot 1970 een waterschap vormde (opgegaan in Hunsingo). De laan doorkruist de Waterlozing, die parallel ten noordoosten van Achter-Thesinge stroomt. 
Stad: Groningen

Dorpen: Garmerwolde · Glimmen · Haren · Harkstede (deels) · Lageland · Lellens · Meerstad · Noordlaren · Onnen · Sint-Annen · Ten Boer · Ten Post · Thesinge · Winneweer · Woltersum

Buurtschappen: Achter-Thesinge · Boltklap · Bouwerschap · Bovenrijge · Dilgt · Dorkwerd · Engelbert · Emmerwolde · Essen · Euvelgunne · Felland · Harendermolen · Hemert · Hemmen · Hoogkerk · Leegkerk · Hoornsedijk · Klein Harkstede · Kröddeburen · Lageweg · Lutjewolde · Middelbert · Noorddijk · Noorderhoogebrug · Oosterdijkshorn · Oosterhoogebrug · Oude Roodehaan · Paterswolde (deels) · Ruischerbrug · Roodehaan · Slaperstil · Steerwolde · Vierverlaten · Wittewierum · Zevenhuisjes

Provincie Groningen: Steden en dorpen      Nederland: Provincies · Gemeenten